# Lomnice nad Lužnicí
Lomnice nad Lužnicí (deutsch Lomnitz an der Lainsitz) ist eine Stadt im Okres Jindřichův Hradec in Tschechien. Sie liegt 21 Kilometer nordöstlich des Stadtzentrums von České Budějovice.

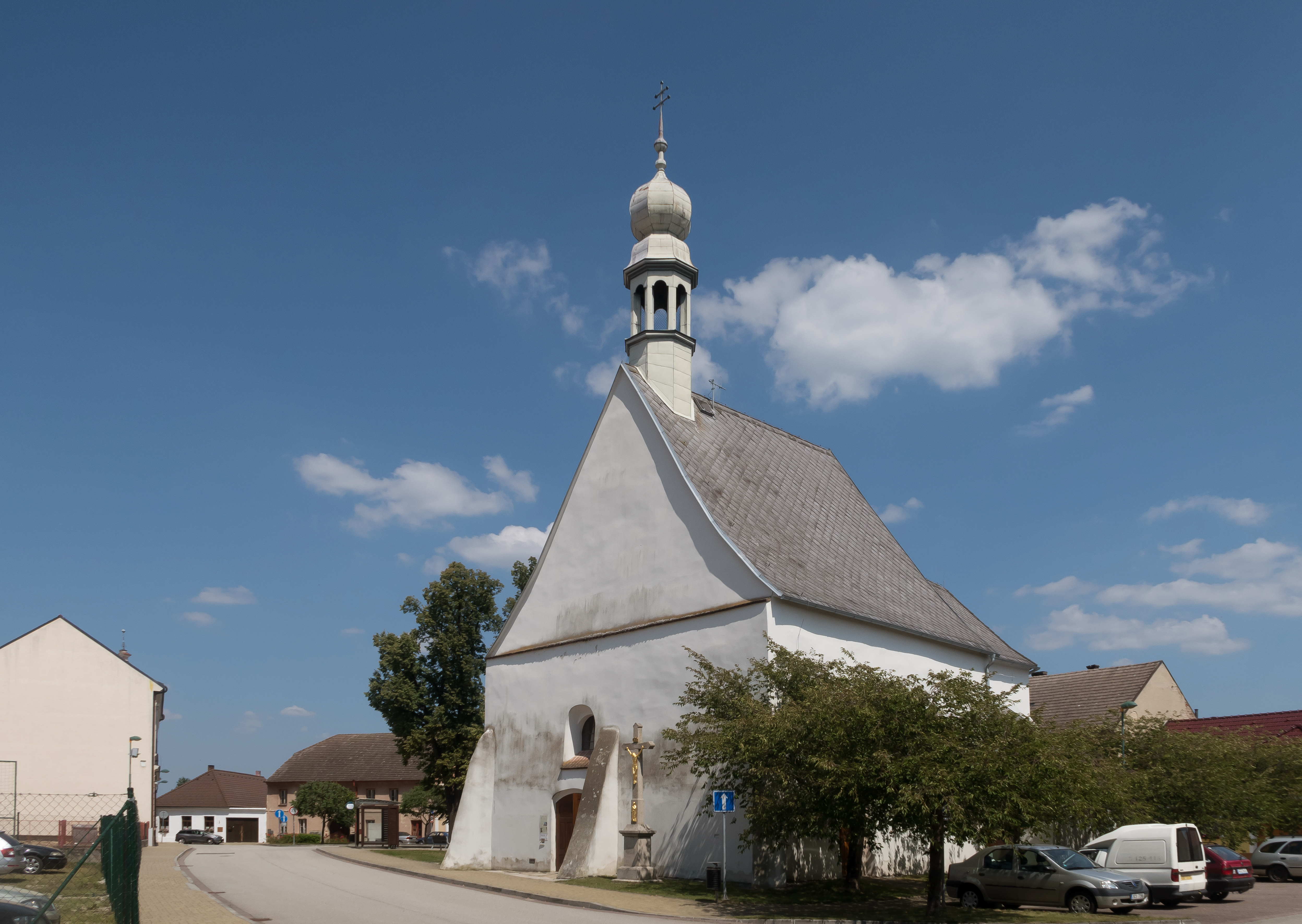
Kirche: kostel svatého Václav

## Geographie
Der Ort befindet sich linksseitig der Lainsitz am Goldenen Kanal im Wittingauer Becken auf dem Gebiet des seit 1977 bestehenden UNESCO-Biosphärenreservates Třeboňsko. In der Umgebung der Stadt liegen zahlreiche Teiche, von denen der Velký Tisý, Koclířov und Záblatský rybník die größten sind. Durch Lomnice führt die Europastraße 49 und die Eisenbahn von Tábor nach České Velenice.
Nachbarorte sind Ponědraž und Frahelž im Norden, Klec im Nordosten, Kolence im Osten, Lužnice im Südosten, Smržov im Westen sowie Záblatí im Nordwesten.

## Geschichte
Erstmals urkundlich erwähnt wurde Lomnice im Jahre 1220. Aus der Zeit der Herrschaft des Ulrich von Lomnitz stammen im Jahre 1265 erste Nachrichten über die gleichnamige Burg. Zu ihren Besitzern aus dem Geschlecht der Witigonen gehörten im 14. Jahrhundert Wilhelm von Landstein und sein gleichnamiger Sohn Wilhelm der Jüngere, der 1359 die Wenzelskirche erbauen ließ. 1382 erfolgte die Stadterhebung durch Wenzel IV., der den Ort mit der gleichnamigen Burg ein Jahr zuvor von Konrad Kraiger von Kraigk im Tausch gegen Landstein und Bistritz erworben hatte. In den Hussitenkriegen fiel die Burg Lomnice wüst und wurde nie wieder aufgebaut. Neuer Besitzer wurde 1435 Ulrich II. von Rosenberg, der die Stadt der Herrschaft Třeboň zuschlug.
Im 15. und 16. Jahrhundert ließen die Rosenberger zwischen Třeboň und Lomnice große Fischteiche anlegen. Es entstanden unter der Leitung des Oberfischmeisters Štěpán Netolický ab 1490 der Koclířov, Velký Tisý, Malý Tisý, Dvořiště und Rosenberg-Weiher sowie der sie alle verbindende Goldene Kanal. Nach Netolickýs Tod führte Jakob Krčín von Jelčany die Arbeiten fort.
Nachdem 1611 das Geschlecht der Rosenberger mit Peter Wok von Rosenberg in der männlichen Linie erlosch, erbten die Schwanberger Lomnice. Die Wirren des Dreißigjährigen Kriegs brachten der Stadt den völligen Niedergang.
1660 wurden die Schwarzenberger Besitzer vom Lomnice. Auf Befehl Kaiser Josephs II. erhielt Lomnice 1789 zur Unterscheidung von anderen Orten den Namenszusatz nad Lužnicí / an der Lainsitz, obwohl der Ort zweieinhalb Kilometer westlich des Flusses zwischen dem Tisý potok und dem Goldenen Kanal gelegen ist.
Nach der Ablösung der Patrimonialherrschaft wurde Lomnice nad Lužnicí 1850 Sitz eine Bezirksgerichts. Zwischen 1855 und 1868 war eine Bezirksverwaltung angesiedelt und von 1895 bis 1928 war der Ort Sitz des Bezirks Lomnitz an der Lainsitz / Okres Lomnice nad Lužnicí. 1876 erhielt die Stadt eine Station an der Eisenbahn von Prag nach Wien.
1949 wurde das Bezirksgericht Lomnice nad Lužnicí aufgehoben. 1960 verlor Lomnice die Stadtrechte, sie wurden am 29. Juni 1994 mit Beschluss des tschechischen Parlaments wiedererteilt. Das historische Stadtwappen wurde 1998 bestätigt, seit dieser Zeit führt die Stadt auch ein Banner.

## Gemeindegliederung
Für die Stadt Lomnice nad Lužnicí sind keine Ortsteile ausgewiesen. Zu Lomnice nad Lužnicí gehören die Einschichten Obecní Mlýn (Stadtmühle) und Šaloun (Schallaunhof).

## Städtepartnerschaften
- Bad Großpertholz, Österreich
- Dießen am Ammersee, Deutschland

## Sehenswürdigkeiten
- Kirche des Hl. Wenzel, erbaut 1359
- Kirche Johannes ds Täufers
- Altes Rathaus
- Naturreservat Velký und Malý Tisý

## Persönlichkeiten

### Söhne und Töchter der Stadt
- Šimon Lomnický (1552–1623), Schriftsteller

### In der Stadt lebten und wirkten
- Jan Roháč z Dubé (unbekannt–1437), er wurde 1420 von Jan Žižka zum hussitischen Burghauptmann von Lomnice ernannt